# Cosmé McMoon
Cosmé McMoon (Mapimí, 22 febbraio 1901 – San Antonio, 22 agosto 1980) è stato un pianista messicano naturalizzato statunitense.
È noto soprattutto per essere stato l'accompagnatoredi Florence Foster Jenkins, nota come "la peggior cantante di sempre", dagli anni venti fino alla morte della donna avvenuta nel 1944.
È stato interpretato da Simon Helberg nel film biografico di Stephen Frears Florence, con Meryl Streep e Hugh Grant.